# 해변 아시안 게임
해변 아시안 게임(Asian Beach Games)는 2008년부터 시작된 아시아 올림픽 평의회에서 2년에 한 번씩 개최되는 운동 경기 대회이다. 첫 번째 경기 대회는 2008년 인도네시아의 발리에서 개최되었다.

## 역대 경기 대회 목록
| 년   | 경기 대회 | 주최국        | 우승국          | 준우승국  | 3위국        |
| ---- | --------- | ------------- | --------------- | --------- | ------------ |
| 2008 | Ⅰ         | 발리          | 인도네시아 (23) | 태국 (10) | 중국 (6)     |
| 2010 | Ⅱ         | 무스카트      | 태국 (15)       | 중국 (12) | 오만 (5)     |
| 2012 | Ⅲ         | 하이양        | 중국 (14)       | 태국 (13) | 대한민국 (6) |
| 2014 | Ⅳ         | 푸껫          | 태국 (56)       | 중국 (16) | 대한민국 (9) |
| 2016 | Ⅴ         | 다낭          | 베트남 (52)     | 태국 (36) | 중국 (12)    |
| 2020 | Ⅵ         | 싼야 (취소됨) |                 |           |              |